# Koszykówka na Igrzyskach Południowego Pacyfiku 1969
Koszykówka na Igrzyskach Południowego Pacyfiku 1969 odbyła się w formie dwóch turniejów – męskiego i żeńskiego.

## Podsumowanie

### Klasyfikacja medalowa
| Klasyfikacja medalowa | Klasyfikacja medalowa           | Klasyfikacja medalowa | Klasyfikacja medalowa | Klasyfikacja medalowa | Klasyfikacja medalowa |
| Miejsce               | Reprezentacja                   | Złoto                 | Srebro                | Brąz                  | Razem                 |
| --------------------- | ------------------------------- | --------------------- | --------------------- | --------------------- | --------------------- |
| 1                     | Polinezja Francuska             | 1                     | 1                     | 0                     | 2                     |
| 1                     | Terytorium Papui i Nowej Gwinei | 1                     | 1                     | 0                     | 2                     |
| 3                     | Fidżi                           | 0                     | 0                     | 1                     | 1                     |
| 3                     | Nowa Kaledonia                  | 0                     | 0                     | 1                     | 1                     |
| Razem                 | Razem                           | 2                     | 2                     | 2                     | 6                     |

### Medaliści
| Konkurencja | 1. miejsce                      | 2. miejsce                      | 3. miejsce     |
| ----------- | ------------------------------- | ------------------------------- | -------------- |
| Mężczyźni   | Polinezja Francuska             | Terytorium Papui i Nowej Gwinei | Nowa Kaledonia |
| Kobiety     | Terytorium Papui i Nowej Gwinei | Polinezja Francuska             | Fidżi          |

## Mężczyźni

### Mecze
| Guam                            | 109-42 | Wyspy Salomona                  |
| Polinezja Francuska             | 73-45  | Fidżi                           |
| Samoa Amerykańskie              | 56-54  | Nauru                           |
| Nowa Kaledonia                  | 44-35  | Terytorium Papui i Nowej Gwinei |
| Fidżi                           | 54-53  | Samoa Amerykańskie              |
| Nowa Kaledonia                  | 105-34 | Wyspy Salomona                  |
| Terytorium Papui i Nowej Gwinei | 66-28  | Nauru                           |
| Polinezja Francuska             | 79-38  | Guam                            |
| Nowa Kaledonia                  | 100-49 | Nauru                           |
| Polinezja Francuska             | 63-47  | Samoa Amerykańskie              |
| Terytorium Papui i Nowej Gwinei | 83-15  | Wyspy Salomona                  |
| Guam                            | 85-59  | Fidżi                           |
| Guam                            | 85-60  | Samoa Amerykańskie              |
| Polinezja Francuska             | 43-40  | Terytorium Papui i Nowej Gwinei |
| Nowa Kaledonia                  | 88-80  | Fidżi                           |
| Nauru                           | 86-41  | Wyspy Salomona                  |
| Polinezja Francuska             | 67-47  | Nowa Kaledonia                  |
| Fidżi                           | 111-54 | Wyspy Salomona                  |
| Guam                            | 108-63 | Nauru                           |
| Terytorium Papui i Nowej Gwinei | 67-32  | Samoa Amerykańskie              |
| Nowa Kaledonia                  | 72-64  | Guam                            |
| Polinezja Francuska             | 56-39  | Terytorium Papui i Nowej Gwinei |
| Terytorium Papui i Nowej Gwinei | 54-44  | Guam                            |
| Nauru                           | 81-72  | Fidżi                           |
| Polinezja Francuska             | 107-23 | Wyspy Salomona                  |
| Nowa Kaledonia                  | 51-36  | Samoa Amerykańskie              |
| Terytorium Papui i Nowej Gwinei | 71-42  | Fidżi                           |
| Guam                            | 75-64  | Nowa Kaledonia                  |
| Samoa Amerykańskie              | 90-41  | Wyspy Salomona                  |
| Polinezja Francuska             | 101-29 | Nauru                           |

### Klasyfikacja końcowa
| Miejsce | Reprezentacja                   |
| ------- | ------------------------------- |
| złoto   | Polinezja Francuska             |
| srebro  | Terytorium Papui i Nowej Gwinei |
| brąz    | Nowa Kaledonia                  |
| 4       | Guam                            |
| 5       | Nauru                           |
| 6       | Samoa Amerykańskie              |
| 7       | Fidżi                           |
| 8       | Wyspy Salomona                  |

## Kobiety

### Mecze
| Terytorium Papui i Nowej Gwinei | 23-17  | Polinezja Francuska             |
| Nowa Kaledonia                  | 43-34  | Fidżi                           |
| Nowa Kaledonia                  | 64-42  | Guam                            |
| Fidżi                           | 117-14 | Guam                            |
| Terytorium Papui i Nowej Gwinei | 51-26  | Nowa Kaledonia                  |
| Polinezja Francuska             | 82-16  | Guam                            |
| Polinezja Francuska             | 55-49  | Nowa Kaledonia                  |
| Terytorium Papui i Nowej Gwinei | 108-9  | Guam                            |
| Polinezja Francuska             | 49-32  | Fidżi                           |
| Fidżi                           | 58-45  | Terytorium Papui i Nowej Gwinei |
| Fidżi                           | 50-28  | Nowa Kaledonia                  |
| Terytorium Papui i Nowej Gwinei | 35-33  | Polinezja Francuska             |

### Klasyfikacja końcowa
| Miejsce | Reprezentacja                   |
| ------- | ------------------------------- |
| złoto   | Terytorium Papui i Nowej Gwinei |
| srebro  | Polinezja Francuska             |
| brąz    | Fidżi                           |
| 4       | Nowa Kaledonia                  |
| 5       | Guam                            |